# Досліди Г. Шапошникова зі штучної еволюції

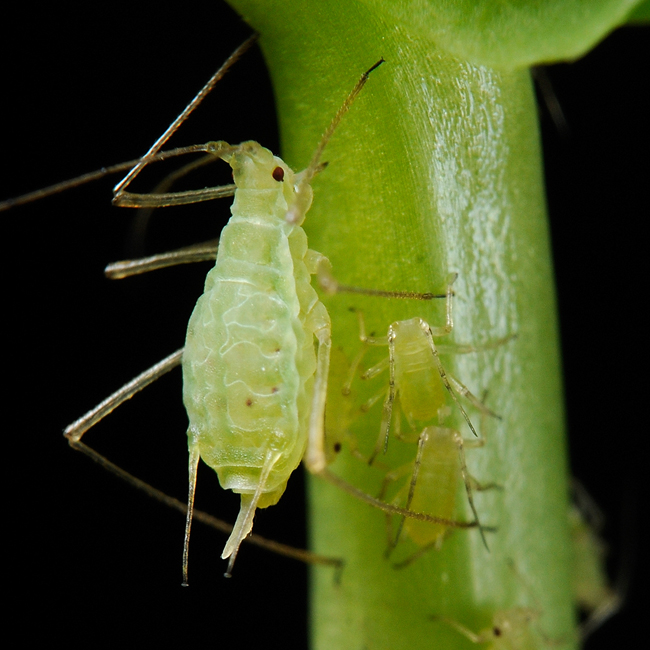
Попелиця з підродини Aphidinae

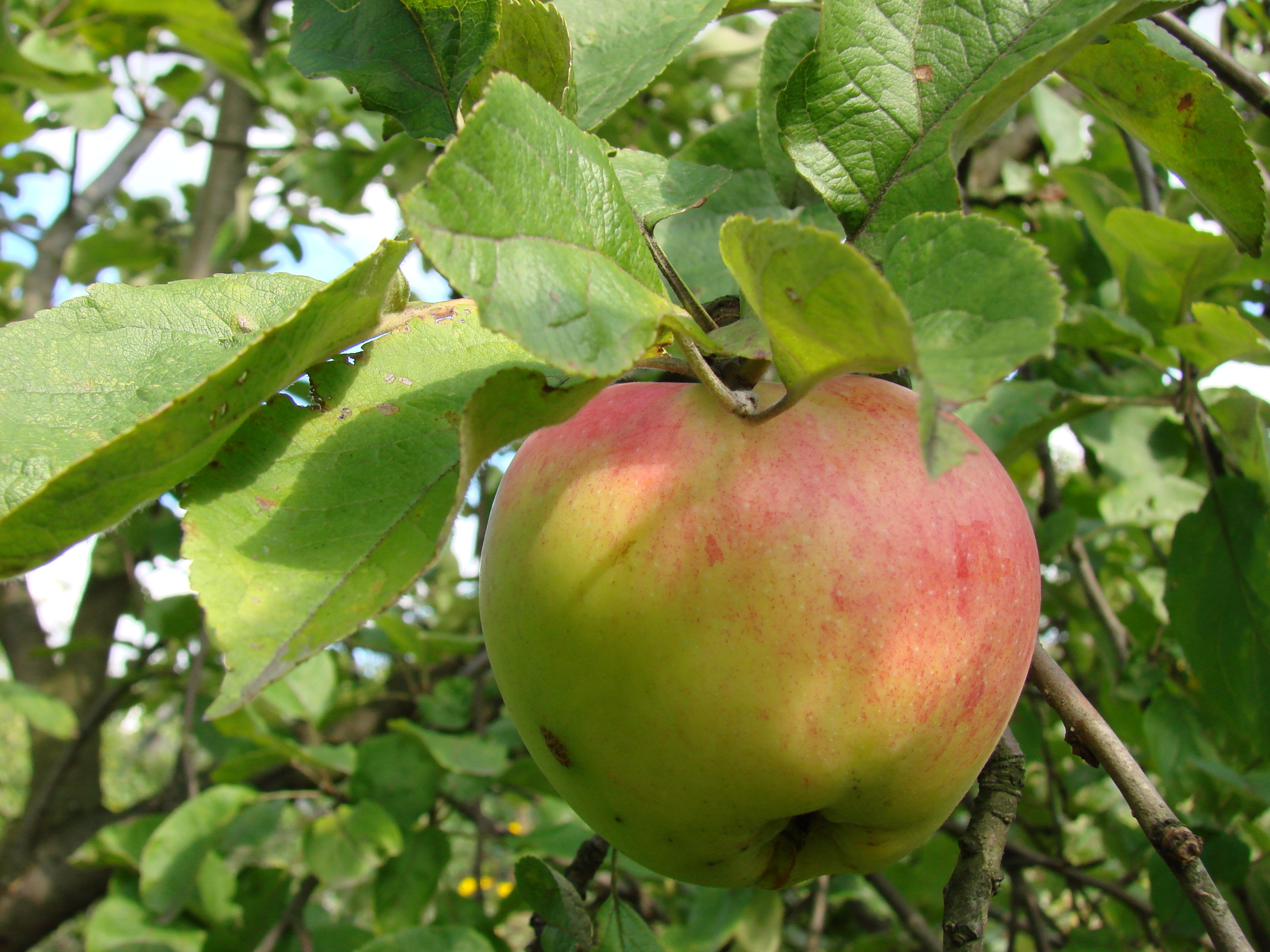
Яблуня Malus domestica, первинна кормова рослина

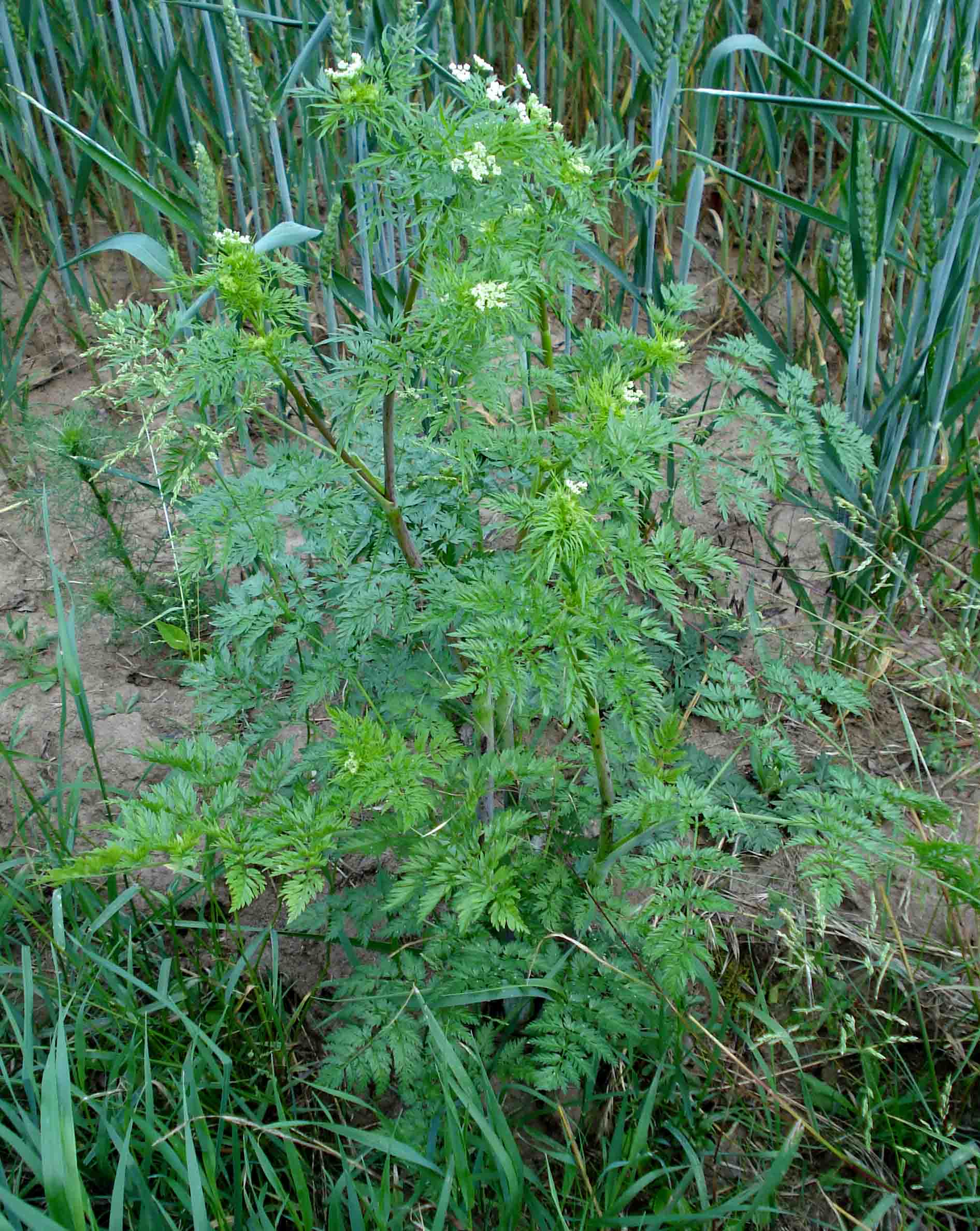
Бутен бульбоподібний Chaerophyllum bulbosum, одна з вторинних кормових рослин

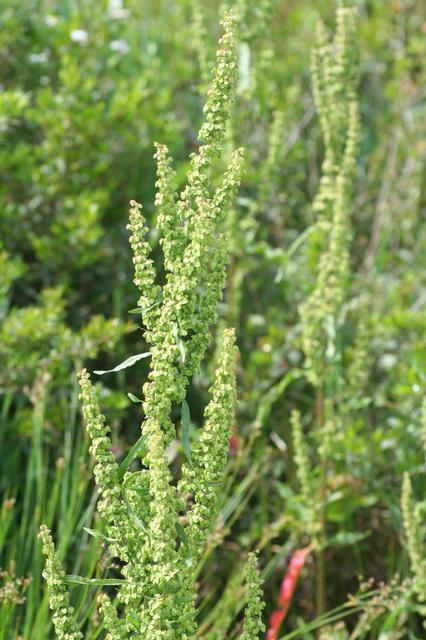
Щавель кучерявий Rumex crispus, одна з вторинних кормових рослин

Досліди Г. Шапошникова по штучній еволюції — серія дослідів, проведених наприкінці 1950-х — початку 1960-х років радянським біологом  Георгієм Христофоровичем Шапошниковим, в процесі яких проводилася зміна кормових рослин у різних видів попелиць. Під час дослідів вперше спостерігалася репродуктивна ізоляція використаних в експерименті особин від вихідної  популяції, що свідчить про утворення нового виду.

## Біологічні основи дослідів
Більшість попелиць надзвичайно специфічні щодо вибору хазяїна (кормової рослини) і живуть на рослинах тільки одного роду і навіть одного виду. В більшій мірі це визначається їх харчовою спеціалізацією, хоча іноді має значення будова ніг і хоботка, пристосованих до певного типу поверхні. Тим не менше, серед попелиць час від часу відбувається зміна кормової рослини, яка супроводжується довгим періодом харчової адаптації. Г. Х. Шапошников став одним з перших біологів, які експериментально вивчали цей процес.
В 1940-х и 1950-х роках харчову адаптацію попелиць досліджували І. В. Кожанчиков, Є. С. Смирнов і З. Ф. Чувахіна, однак вони не довели досліди до логічного завершення, простеживши лише невелику кількість поколінь.

## Методика дослідження
Шапошников досліджував адаптацію при зміні кормової рослини для попелиць підроду Dysaphis CB, s. str. Досліди проводилися в 1954–1957 рр. на хуторі Шунтук в районі Майкопа і в 1958 р. в Ленінграді.
Первинними кормовими рослинами для всіх видів попелиць були яблуні Malus orientalis Uglitz. і Malus domestica Borkh. В той же час в районі Майкопа попелиці можуть мігрувати, набуваючи вторинного хазяїна, зазначеного в таблиці.
Міграції різних видів попелиць в районі Майкопа
| Види і підвиди попелиць                       | Вторинна кормова рослина                                                            |
| --------------------------------------------- | ----------------------------------------------------------------------------------- |
| Dysaphis anthrisci majkopica Shap., subsp. n. | Купир Anthriscus nemorosa M.B.                                                      |
| Dysaphis anthrisci chaerophyllina Shap.       | Бутень Chaerophyllum muculatum Willd.                                               |
| Dysaphis brachycyclica Shap., sp. n.          | Бутень Chaerophyllum bulbosum L.                                                    |
| Dysaphis radicola Mordv.                      | Щавель Rumex obtusifolius L. Щавель Rumex crispus L. Щавель Rumex stenophyllus Ldb. |

Незважаючи на те, що в літературі описані випадки міграції попелиць на чужорідні рослини, Г. Шапошниковим в районі Майкопа жодного подібного випадку не виявлено.
На відміну від дослідів Є. С. Смирнова і З. Ф. Чувахіної, які застосовували подобове чергування старого і нового хазяїна, Шапошников використовував пошук випадкових сприятливих поєднань паразита і кормової рослини. У всіх дослідах використовувалися чисті клони, вирощені партеногенетично від однієї самки. У кожному випадку формувалася популяція з 10 самок-клонів, яким надавався вибір з декількох вторинних хазяїв, що ростуть в одному вазоні. Рослини бралися з різних стацій, відмінних за ґрунтовими і кліматичними умовами.
Клони, нащадки яких найкраще прижилися на новій кормовій рослині, були як контрольна група розмножені на 2-3 старих хазяях і 3-10 нових.

## Сумісність з новими хазяями
Без адаптації брали участь в дослідах комахи, які були різною мірою сумісні з новими кормовими рослинами. У всіх дослідах A. chaerophyllina могли харчуватися і розмножуватися на Ch. bulbosum, але тільки в 9 % дослідів вони харчувалися і в 4 % розмножувалися на Anthriscus. A. majkopica взагалі не розмножувалася і тільки в 6 % дослідів могли харчуватися на Ch. maculatum.
Сумісність (%) попелиць з новими кормовими рослинами
| Кормова рослина | A. majkopica     | A. majkopica     | A. chaerophyllina | A. chaerophyllina |
| Кормова рослина | харчувалися      | размно- жувалися | харчувалися       | размно- жувалися  |
| --------------- | ---------------- | ---------------- | ----------------- | ----------------- |
| Ch. bulbosum    | 40               | 33               | 100               | 100               |
| Rumex           | 15               | 8                | 35                | 30                |
| Ch. maculatum   | 6                | 0                | вторинний хазяїн  | вторинний хазяїн  |
| Anthriscus      | вторинний хазяїн | вторинний хазяїн | 9                 | 4                 |

## Адаптація до нових хазяїв

### A. chaerophyllina
У дослідах з A. chaerophyllina попелиці для формування контрольної групи були пересаджені на Ch. maculatum (вторинний хазяїн), де прижилися і до осені 1958 року дали на цій рослині 47 поколінь. З контрольної групи комахи пересаджувалися на нову кормову рослину (Ch. bulbosum), де також прижилися, хоча до 8-го покоління їх життєдіяльність була нестійкою через різкі коливання смертності.
У деяких поколіннях попелиці пересаджувалися з Ch. bulbosum назад на вторинного хазяїна Ch. maculatum, де нормально приживалися.
Таким чином, попелиці A. chaerophyllina протягом 4 поколінь на новому хазяїні (Ch. bulbosum) цілком освоїли його, проте навіть після 8 поколінь не втратили здатність жити на старому хазяїні (Ch. maculatum).

### A. majkopica

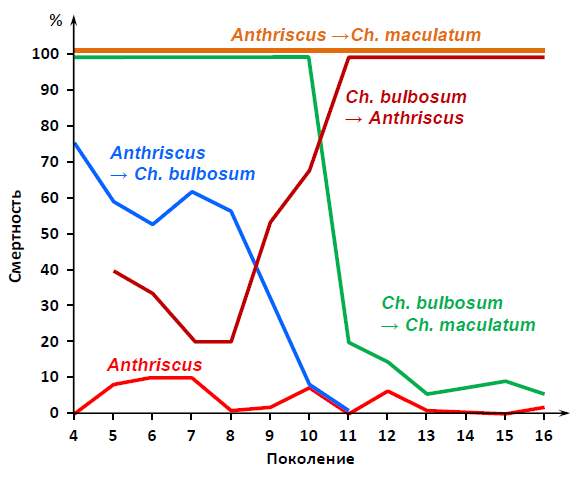
Смертність личинок попелиць А. majkopica при пересадці на різні кормові рослини

Пересадка A. majkopica на Ch. maculatum відбувалася більш складним шляхом, оскільки на цій рослині A. majkopica без адаптації не здатна розмножуватися. Спочатку комахи були пересаджені на мало придатну для них кормову рослину Ch. bulbosum, яка виконувала роль посередника. Потім комах, що прижилися на Ch. bulbosum, пересаджували на Ch. maculatum.
Для формування контрольної групи попелиці були пересаджені на Anthriscus (вторинний хазяїн), де прижилися і розмножувалися до осені 1958 року. З Anthriscus комахи були пересаджені на Ch. bulbosum. До 7-го покоління спостерігалися різкі коливання плодючості і смертності, однак починаючи з 8-го покоління життєдіяльність стабілізувалася. На Ch. bulbosum попелиці прожили 11 поколінь, до закінчення життєвого циклу цих однорічних рослин.
Починаючи з 3-5-го поколінь попелиць з Ch. bulbosum регулярно пересаджували на Anthriscus. Починаючи з 8-го покоління вони втратили здатність харчуватися і розмножуватися на старій кормовій рослині.
Пересадки A. majkopica з Ch. bulbosum на Ch. maculatum показали, що в 8-9 поколіннях попелиці отримали здатність харчуватися, а з 10-11-го покоління нормально розмножуватися на раніше абсолютно непридатній кормовій рослині. Попелиці 10-11-го поколінь з Ch. bulbosum були пересаджені на Ch. maculatum, де більше року нормально жили і розмножувалися.
Всі спроби перевести A. majkopica на Ch. maculatum безпосередньо з Anthriscus зазнали невдачі за винятком одного випадку, коли в 1958 році одна з 30 личинок 48-го покоління прижилася на Ch. maculatum. Було відзначено, що попелиці, що виховувалися в Ленінграді в умовах, далеких від природних, краще приживалися на чужорідних рослинах.
Таким чином, попелиці A. majkopica після 8 поколінь адаптації до малопридатної Ch. bulbosum втратили здатність жити на старому хазяїні (Anthriscus), але набули здатності жити на новій, раніше зовсім непридатній Ch. maculatum.

## Інтенсивність природного відбору
Середня смертність личинок попелиць на первинній кормовій рослині була невелика, хоча для Anthriscus була нижчою, що пояснюється більш високим вмістом небілкового азоту. Під час періоду адаптації до нової кормової рослини смертність збільшувалася в десятки разів і в деяких випадках досягала 100 %. По закінченні періоду адаптації смертність знижувалася до рівня, характерного для видів, які спочатку спеціалізувалися на даній рослині.
Таким чином, природний відбір інтенсифікується в період адаптації, в звичних же умовах він діє дуже слабо. Процес еволюції являє собою чергування короткочасних періодів швидких змін з періодами відносного спокою і стабілізації.
Середня смертність личинок (%) при вихованні на різних рослинах
| Період                         | A. majkopica (клон 0197) | A. majkopica (клон 0197) | A. majkopica (клон 0197) | A. majkopica (клон 0197) | A. chaerophyllina (клон 0203) | A. chaerophyllina (клон 0203) | A. chaerophyllina (клон 0203) |
| Період                         | Поко- ління              | Anthriscus (контроль)    | Ch. bulbo- sum           | Ch. macula- tum          | Поко- ління                   | Ch. maculatum (контроль)      | Ch. bulbo- sum                |
| ------------------------------ | ------------------------ | ------------------------ | ------------------------ | ------------------------ | ----------------------------- | ----------------------------- | ----------------------------- |
| Період освоєння нового хазяїна | 4-8                      | 6,0                      | 60,4                     | 100,0                    | 5-8                           | 22,5                          | 63,8                          |
| Перший період після освоєння   | 9-11                     | 6,2                      | 5,0                      | 20,0                     | 9-10                          | 13,2                          | 18,6                          |
| Подальший період виховання     | 12-47                    | 5,1                      | —                        | 12,1                     | 12-47                         | 12,2                          | -                             |

У A. chaerophyllina адаптація йшла в напрямку використання нового, але придатного корму. У результаті інтенсивність відбору була невелика, відповідно невелика була і глибина адаптації: освоївши нову кормову рослину, попелиці не втратили здатність жити на старій. Адаптації такого рівня до Шапошникова досліджували Смирнов і Чувахіна на прикладі оранжерейної попелиці Neomyzus circumflexus і Кожанчиков на прикладі листоїдів Gastroidea viridula і Galerucella lineola.
У A. majkopica йшов процес освоєння нового, раніше малопридатного корму. Інтенсивність природного відбору була надзвичайно висока. В результаті відбулася глибока адаптація, в процесі якої попелиці втратили здатність жити на старій кормовій рослині.

## Репродуктивна ізоляція

### Життєвий цикл попелиць родуDysaphis
Попелиці роду Dysaphis дводомні. На своєму первинному хазяїні (яблуні) вони зимують у вигляді яєць. Навесні з яйця з'являється самка-засновниця і продукує крилатих мігрантів, які перелітають на вторинного хазяїна — зонтичну рослину.
До осені мігранти розмножуються шляхом партеногенезу і живонародження.
Восени на вторинній кормовій рослині з'являються ремігранти — самці і т.зв. статеноски, які повертаються до первинного хазяїна.
Тут статеноски народжують безкрилих номальних (амфігонних) самок, які спаровуються з самцями і відкладають в тріщини кори зимуючі яйця.

### Досліди зі схрещування
У дослідах по схрещуванню брали участь три популяції, перераховані в таблиці:
| Умовне позначення | Підвид            | Кормова рослина | Примітки |
| ----------------- | ----------------- | --------------- | --- |
| M                 | А. majkopica      | Anthriscus      | Контрольна група. Частина нащадків самки-засновниці Dysaphis anthrisci majkopica, вирощені на вторинному хазяїні — купирі Anthriscus nemorosa MB |
| N                 | А. majkopica      | Ch. muculatum   | Частина нащадків самки-засновниці Dysaphis anthrisci majkopica, вирощені на новому малопридатному хазяїні (бутень Chaerophyllum bulbosum L.) та адаптовані там протягом 8 поколінь, потім пересаджені на раніше непридатну для них рослину — бутень Chaerophyllum maculatum Willd. і розмножуються там протягом багатьох поколінь. |
| C                 | А. chaerophyllina | Ch. muculatum   | Частина нащадків самки-засновниці Dysaphis anthrisci chaerophyllina Shap., вирощені на вторинному хазяїні — бутені Chaerophyllum muculatum Willd. |

У дослідах по схрещуванню нормальні самки однієї форми схрещувалися з самцями іншої форми. Схрещування проводилося в прозорих ізоляторах, накритих сітчастою тканиною (млиновим газом). Кладка відкладалася або в тріщини кори (якщо спаровування відбувалось на яблуні), або на шматочки паперу, підкладеного в ізолятори. Яйця зимували в холодильнику, і навесні з життєздатних яєць виходили самки-засновниці. Життєздатні яйця помітно відрізнялися за зовнішнім виглядом — вони були чорними і блискучими на відміну від матових, не чорного забарвлення і часто зморщених нежиттєздатних яєць.
Результати схрещувань (в просторих ізоляторах на яблунях)
| Самці                           | m     | m   | m   | n    | n     | n     | c   | c    | c     |
| Самки                           | M     | N   | C   | M    | N     | C     | M   | N    | C     |
| ------------------------------- | ----- | --- | --- | ---- | ----- | ----- | --- | ---- | ----- |
| Середнє число яєць на 100 самок | 118,4 | 0,0 | 0,0 | 12,1 | 173,6 | 208,7 | 4,7 | 97,5 | 115,0 |
| — з них життєздатних            | 45,8  | 0,0 | 0,0 | 3,7  | 121,8 | 178,7 | 1,1 | 39,2 | 77,5  |

Досліди по схрещуванню показали, що
- Між А. majkopica (m) і А. chaerophyllina (c) існує практично повна репродуктивна ізоляція. При схрещуванні m × c (самці m × самки c) життєздатні яйця взагалі не з'являються, а при схрещуванні c × m — в середньому 1 життєздатне яйце на 100 самок.
- Після адаптації А. majkopica (n) на раніше непридатній для нього кормовій рослині Ch. maculatum виникає практично повна репродуктивна ізоляція з вихідними видом А. majkopica (m). При схрещуванні m × n життєздатні яйця взагалі не з'являються, а при схрещуванні n × m — не більше 4 життєздатних яєць на 100 самок.
- У комах А. majkopica (n), що адаптувалися до Ch. maculatum виникає репродуктивна сумісність з аборигенним для цієї рослини підвидом А. chaerophyllina (c). Схрещування n × с за кількістю життєздатних яєць значно перевищує схрещування с × с, n × n і m × m, однак схрещування c × n поступається за цим критерієм трьом останнім, що свідчить про певну залишкову несумісність.

## Інтерпретація результатів
Досліди Г. Шапошникова викликали сенсацію в середовищі радянських біологів, хоча і залишилися практично невідомими за кордоном, оскільки були опубліковані в російськомовній періодиці. Утворення нового виду протягом кількох поколінь і в строки, що вимірюються місяцями, було явищем безпрецедентним.
Сам Г. Х. Шапошников висунув три можливі пояснення цьому феномену, і всі три визнав надзвичайно малоймовірними:
- Вид n з'явився в результаті прояву рецесивних ознак споконвічно гетерозиготних особин виду m. Це пояснення малоймовірне, оскільки розмноження попелиць в період адаптації відбувалося партеногенетично без схрещування різностатевих особин.
- Вид n є тривалою модифікацією[9] Це пояснення Шапошников відкидає, оскільки перетворення m в n виявилося незворотнім.
- Вид n став результатом повторення (ресинтезу) еволюційного шляху, який раніше перевів m в с. Це пояснення Шапошников знаходить неправдоподібним, оскільки воно суперечить уявленням про незворотність еволюції.

В результаті Шапошников не знаходить пояснення безпрецедентним результатам своїх дослідів, висловивши лише припущення, що види c і n виникли з виду m в результаті розкриття якихось «еволюційних потенцій», спочатку присутніх у виду m. На підставі цього Шапошников класифікує m, n і с як напіввиди (не повністю сформовані види), незважаючи на наявність у них всіх формальних ознак самостійних видів.
На думку відомого палеоботаніка С. В. Мейена, досліди Шапошникова поставили під сумнів одну з концепцій еволюційної теорії — відсутність соматичної індукції (успадкування набутих ознак). З цієї причини вони офіційно замовчувалися і з часом виявилися забуті.
О. П. Расніцин вважає, що швидкі еволюційні зміни в дослідах Шапошникова пов'язані з жорсткістю відбору тільки по одній ознаці (незвичне харчування) з одночасним ослабленням його по всіх інших (хижаки, паразити, хвороби, несприятливі погодні умови). Аналогічні зміни спостерігаються у популяцій, що заселяють відокремлені території (видалені острови, озера), де відсутня конкуренція з боку інших видів.

## Ресурси Інтернету
- Разные равнокрылые — Aphididae [Архівовано 15 травня 2006 у Wayback Machine.].
- Расницын А. П. Процесс эволюции и методология систематики [Архівовано 28 серпня 2011 у Wayback Machine.].
- Марков А. Начальные этапы видообразования воспроизведены в эксперименте на дрожжах [Архівовано 3 липня 2011 у Wayback Machine.].
- Чайковский Ю. В. Наука о развитии жизни. 4-18. Злосчастный опыт Шапошникова.
- Еськов К. Палеонтология и макроэволюция [Архівовано 1 березня 2009 у Wayback Machine.].
- Жуков Б. Путём естественного отбора.